# Semicerura bishopi
Semicerura bishopi är en urinsektsart som beskrevs av David J. Maynard 1951. Semicerura bishopi ingår i släktet Semicerura och familjen Isotomidae. Inga underarter finns listade i Catalogue of Life.